# Матич, Игор
И́гор Ма́тич (серб. Igor Matić / Игор Матић; род. 22 июля 1981, Земун, Белград) — сербский футболист, полузащитник; тренер.

## Карьера

### Клубная
Воспитанник ФК «Могрен». Ранее выступал за клубы из Союзной Республики Югославии «Земун» и ОФК, в сезоне 2005/06 играл во французском «Кане». Также выступал за «Банат» из независимой Сербии, казахский «Мегаспорт» и черногорский «Грбаль».

### В сборной
Выступал на Олимпиаде-2004. За молодёжную (или олимпийскую сборную) провёл 20 игр и 4 раза отличился.